# Dirhinus clavatus
Dirhinus clavatus is een vliesvleugelig insect uit de familie bronswespen (Chalcididae). De wetenschappelijke naam is voor het eerst geldig gepubliceerd in 1981 door Husain & Agarwal.